# Sébastien Spitzer
Sébastien Spitzer, né le 9 mars 1970 à Paris, est un journaliste et écrivain français.

## Biographie
Sébastien Spitzer, après une CPGE, étudie à l'Institut d'études politiques de Paris avant de se tourner vers le journalisme, travaillant pour Jeune Afrique, Canal+, M6, TF1, Marianne ou Rolling Stone.
À partir des années 2010, il devient également romancier et décroche plusieurs prix, dont 	
- le prix Stanislas (2017)[2]
- le prix Emmanuel-Roblès (2018)[3].
- le prix Méditerranée des lycéens (2018)[4].
- le prix littéraire ENS Paris-Saclay (2018)[5]

## Œuvre
- Ennemis intimes, les Bush, le Brut et Téhéran, éditions Privé, 2006  (ISBN 978-2-35076-044-5)
- Sauver ou périr (avec les sapeurs-pompiers de Paris), préface de Sylvain Tesson, Albin Michel, 2019  (ISBN 978-2-226-44686-2)
- Ces rêves qu’on piétine, éditions de l'Observatoire, 2017  (ISBN 979-103290071-0) sur Magda Goebbels[2],[6]
- Le Cœur battant du monde, Albin Michel, 2019  (ISBN 978-2-226-44162-1) sur le fils ancillaire de Karl Marx[7]
- Dans les flammes de Notre-Dame, récit, Albin Michel, 2019  (ISBN 978-2-226-44557-5)
- La fièvre, Albin Michel, 2020
- La Revanche des orages, récit, Albin Michel, 2022  (ISBN 978-2-226-46467-5)
- Et nous danserons encore : 7 octobre et après : les survivants racontent, préface d'Emilie Moatti, Albin Michel, 2024